# フランツ・シーゲル
フランツ・シーゲル（Franz Sigel、1824年11月18日 – 1902年8月21日）は、ドイツ出身の士官で、アメリカ合衆国に移民して教師、新聞編集者、政治家となり、南北戦争では北軍の将軍として従軍した。

## 初期の経歴
シーゲルはドイツ、バーデン大公国ジンスハイムで生まれた。1843年にカールスルーエ陸軍士官学校を卒業し、バーデン軍の中尉に任官した。革命家のフリードリッヒ・ヘッカーやグスタフ・フォン・シュトルフェと知り合い、革命運動に携わるようになった。1847年には決闘で負傷した。この年、軍を退役し、ハイデルベルクのロースクールで法律の勉強を始めた。マンハイムで、また後にゼークライス郡で革命自由軍が組織された後で、間もなくシーゲルは1848年革命におけるバーデン革命軍の（大佐の位階で）指導者になり、軍隊の指揮を執った経験のある数少ない革命家の一人となった。1848年4月、4,000名以上の志願兵からなる民兵隊「シーゲル隊」を率いてフライブルク市包囲戦を指揮した。その軍隊は4月23日により装備が整い経験を積んだプロイセンとヴュルテンベルクの軍に完敗した。1849年、シーゲルはバーデンの革命共和政府の陸軍長官と総司令官になった。シーゲルは小戦闘で負傷し、司令官職を辞したが、その後任者の副官として革命戦争を支持し続けた。プロイセンが革命を抑圧した後で、シーゲルはスイスに逃げ、続いてイギリスに渡った。1852年には他の多くのドイツ人の「フォーティエイターズ(en:Forty-Eighters)」と同様、アメリカ合衆国に移民した。
シーゲルはニューヨーク市の公立学校で教師を務め、州兵隊にも参加した。1857年、セントルイスのドイツ・アメリカ学校で教授になった。1860年にはセントルイス公立学校の監督官に選ばれた。ミズーリ州の移民社会では影響力があった。シーゲルは1861年には公然と合衆国（北軍）と反奴隷制の側を支持したので、これにドイツ系移民を惹きつけた。

## 南北戦争
南北戦争が始まった直後に、シーゲルは1861年5月4日付けで第3ミズーリ歩兵連隊の大佐に任官された。ミズーリ州南西部への遠征のために徴兵と編成を行い、その結果カーシージの戦いを行い、比較的意味の薄い戦いで南軍寄り民兵隊の手で後退を強いられた。しかし、シーゲルの敗北によって、ミズーリ州兵隊と地元南軍の募集に火をつけることになった。
夏の間、エイブラハム・リンカーン大統領は積極的に反奴隷制で北軍寄りの移民の支持を求めていた。シーゲルはドイツ移民の中で常に人気があり、この計画を進めるには良い候補者だった。8月7日付けで准将に昇進し、リンカーンに後押しされる初期に多くいた政治家将軍の一人となった。
シーゲルはナサニエル・ライアン准将の下でセントルイスの南軍キャンプ・ジャクソンの占領に参加し、またウィルソンズ・クリークの戦いではその部隊が壊滅した。
その最初の栄えある功績は1862年3月8日のピーリッジの戦いでのことであり、2個師団を指揮して自らは砲兵隊を指図し、戦いの2日目に南軍アール・ヴァン・ドーン少将の部隊を破った。
シーゲルは1862年3月21日に少将に昇進した。シェナンドー渓谷では1個師団の指揮官として参戦し、ストーンウォール・ジャクソン少将と対戦してうまく行かず、ジャクソンは優勢な北軍に対抗して多くの小さな戦闘を行いその裏をかいて破った。北軍のもう一つの敗北である第二次ブルランの戦いではジョン・ポープ少将のバージニア軍で第1軍団を指揮したが、手を負傷した。
1862年から1863年にかけての冬、シーゲルはポトマック軍で主にドイツ人移民で構成される第11軍団を指揮した。この期間、その軍団は戦闘には参戦することなく、フレデリックスバーグの戦いでも予備隊としておかれた。シーゲルは無能な将軍という評判が立つようになったが、そのドイツ系移民を徴兵し動機付けする能力で政治的に敏感な立場で生き続けた。これらの兵士達は「私はシーゲルと共に戦いに行く」という言葉以外ほとんど英語が話せなかったが、それが彼らの誇るスローガンであり、お気に入りの軍歌の一つにもなった。1863年2月にシーゲルが軍団を去って、移民とは無関係なオリバー・O・ハワード少将と交代したとき、彼らは大いに不満だった。シーゲルにとって幸運だったのは、第11軍団の2つの汚点、すなわちチャンセラーズヴィルの戦いとゲティスバーグの戦いが、シーゲルが解任された後に起こったことだった。
シーゲル解任の理由は不明である。ある証言では、健康上の悪化を挙げている。また他のものはシーゲルが担当する軍団の大きさが小さいことを喜ばず、解任を求めたということである。北軍総司令官ヘンリー・ハレックはシーゲルを嫌悪し、1864年までペンシルベニア州東部での軽い任務に左遷した。リンカーン大統領はその再選のために政治的な支援を必要としており、陸軍長官エドウィン・スタントンに、シーゲルを新設のウェストバージニア方面軍指揮官に据えるよう指示した。
シーゲルは新しい軍隊を率いて1864年のバレー方面作戦を始め、シェナンドー渓谷への侵攻を開始した。1864年5月15日のニューマーケットの戦いでは南軍ジョン・ブレッキンリッジ少将軍に完敗したが、そのときバージニア士官学校の若い士官候補生部隊がその敗北に著しい役割を果たしたために特に当惑させられることになった。7月にはハーパーズ・フェリーで南軍ジュバル・アーリー中将軍と戦ったが、その後間もなく「攻撃性の欠如」を理由に指揮官職を解任され、デイビッド・ハンター少将と交代させられた。シーゲルは戦争の残り期間実戦の指揮を執ることは無かった。

## 戦後
シーゲルは1865年5月4日にその任務を辞し、ボルティモアでジャーナリストして働き、またニューヨーク市で新聞の編集者を務めた。そこでは民主党と共和党双方で、様々な政治職に就いた。1887年、グロバー・クリーブランド大統領はシーゲルをニューヨーク市での恩給代理人に指名した。フランツ・シーゲルは1902年にニューヨークで死に、ブロンクス区のウッドローン墓地に埋葬されている。マンハッタンのリバーサイドパークとセントルイスのフォレストパークにはシーゲルの銅像がある。ブロンクス区にはヤンキー・スタジアム近くの裁判所の真南にシーゲルの名前を冠する公園がある。ペンシルベニア州シーゲル村は1865年に創設され、シーゲルにちなんで名付けられた。